# Jim Brennan
James Gerald Brennan, detto Jim (East York, 8 maggio 1977), è un allenatore di calcio ed ex calciatore canadese, di ruolo centrocampista.

## Carriera

### Club
Brennan nasce come difensore esterno di sinistra, ma nel corso delle stagioni ha avanzato la sua posizione fino a diventare un centrocampista a tutti gli effetti. Nel 1996 è passato al Bristol City, club della Second Division inglese. A Bristol, il giocatore canadese trascorrerà quattro stagioni.
Nel 1999, Brennan passa al Nottingham Forest per 1,5 milioni di sterline. Giocherà 146 partite col Forest, segnando appena una rete. Nel periodo a Nottingham, Brennan va in prestito all'Huddersfield Town, con cui colleziona però solo due presenze.
Nel 2003, grazie alla legge Bosman, Brennan passa al Norwich City a titolo gratuito. Il Norwich milita in Division One, e in quella stagione riuscirà a vincere il campionato e a passare in Premier League. Brennan non sarà protagonista di questa fantastica annata, a causa di un brutto infortunio muscolare che lo terrà a lungo fuori dal terreno di gioco.
Nel gennaio 2006, Brennan viene ceduto al Southampton, non avendo soddisfatto le aspettative dello staff del Norwich City. A maggio dello stesso anno, Brennan conclude la sua avventura a Southampton, e a settembre firma con il neonato club del Toronto FC.
È il primo giocatore ad essere stato messo sotto contratto nella storia del Toronto FC, e sarà anche il primo calciatore di nazionalità canadese a segnare un goal per questo club (il 26 maggio 2007, contro il Columbus Crew). Brennan diventa subito titolare del TFC e viene scelto come capitano della squadra per la stagione 2008.

### Nazionale
Brennan ha giocato 49 gare con la Nazionale di calcio del Canada, segnando 6 reti in tutto.

## Palmarès

### Giocatore

#### Club
- Campionato inglese di seconda divisione: 1

Norwich City: 2003-2004
- Canadian Championship: 1

Toronto FC: 2009

#### Nazionale
- Gold Cup: 1

2000